# Matías Ibarra
Matías Ariel Ibarra (Córdoba, Argentina; 17 de febrero de 1981) es un jugador de baloncesto argentino que en 2009 milita en las filas del Basket Oderzo. Mide 1,83 metros y juega en la posición de base.

## Características
Se trata de un jugador con experiencia y calidad sobradas. Posee un muy buen manejo del balón, controla el “tempo” de juego y su lectura del partido suele ser siempre la correcta, si bien debe evitar perder tantos balones por arriesgar demasiado en ocasiones. Es un buen pasador y tiene buena mano tirando en posición, si bien no es de los que se prodigan excesivamente en ataque.

## Biografía
Formado en la cantera de Asociación Deportiva Atenas, el "Lata" Ibarra debutó en la A1 argentina en 1998 con el conjunto cordobés, si bien su papel era menor, un año después jugó en Deportivo Roca de donde pasó a Quilmes de Mar del Plata donde jugó tres temporadas hasta la 2001-2002, en los que fueron los mejores años del club en cuanto a resultados, los últimos de "Huevo" Sánchez como técnico y siendo miembro destacado, siendo entre otras cosas miembro de la selección sub-21 que logró el bronce en el Mundial de la categoría celebrado en Japón. Su buen hacer lo lleva a fichar por Boca Juniors, equipo aspirante donde promedia 8,3 puntos, 1,6 rebotes y 2,4 asistencias por partido, siendo subcampeones de liga y campeones de la Copa Argentina en la pretemporada.
Da el salto a Europa la temporada 2003-2004 fichado por el Drac Inca de LEB finalizando con una media de 7,1 puntos y 2,4 asistencias. Tras el descenso del equipo llega a las filas del Algeciras de la misma LEB promediando 5,6 puntos y 1,6 asistencias. Después militaría en el Ciudad de Huelva con 5,3 puntos y 2,6 asistencias. En la 2006-07 recalaba en el Ford Burgos con un contrato temporal para suplir al lesionado Tony Smith, extendiendo ese contrato pero sin acabar la temporada, promediando 4,9 puntos y 1,7 asistencias, y en diciembre, fichando por Palma Aqua Mágica.
En 2007-08 firmaba en octubre con la temporada ya empezada por Costa Urbana Playas de Santa Pola de LEB-2, donde promedió 9 puntos, 2,2 rebotes, 2,7 asistencias y 1,4 robos. Volvió a la LEB Oro una temporada después en las filas de Gandía Basket y continua su carrera en la segunda categoría nacional firmando con UB La Palma en la 2009-10. Al acabar la temporada se incorpora a la Reggiana, en la Legadue de Italia, para disputar los play-off de ascenso, cubriendo el puesto de base debilitado por la lesión de Jakub Kudlaceck.

## Selección y palmarés
En su palmarés figura la medalla de bronce con la selección argentina sub-21 en el Mundial de Japón 2001 y 2 ligas con Peñarol

## Trayectoria deportiva
- 1998-99 Deportivo Roca, LNB  Argentina
- 1999-02 Club Atlético Quilmes (Mar del Plata), LNB  Argentina
- 2002-03 Boca Juniors, LNB  Argentina
- 2003-04 Drac Inca, LEB  España
- 2004-05 CB Algeciras, LEB  España
- 2005-06 CB Ciudad de Huelva, LEB  España
- 2006-07 Autocid Ford Burgos, LEB  España
- 2006-07 Palma Aqua Mágica, LEB  España
- 2007-08 Costa Urbana Playas de Santa Pola, LEB Plata  España
- 2008-09 Gandía Basket, LEB Oro  España
- 2009-10 UB La Palma, LEB Oro  España
- 2009-10 Pallacanestro Reggiana, Legadue  Italia
- 2010-11 Club Baloncesto Lucentum Alicante, ACB  España (1 mes)
- 2010-11 La Unión de Formosa, LNB  Argentina
- 2010-11 Libertad de Sunchales (Básquet), LNB  Argentina
- 2011 Club Ciclista Olímpico, LNB  Argentina
- 2011-14 Peñarol de Mar del Plata, LNB  Argentina
- 2014-15 La Unión de Formosa, LNB  Argentina
- 2015-17 Pallacanestro Ferrara 2011, Legadue  Italia
- 2017 Vanoli Cremona, Legadue  Italia
- 2017- Basket Oderzo, Serie C Gold  Italia